# Pasan los días
«Pasan los días» es una canción de la cantante y compositora mexicana Natalia Lafourcade. Fue lanzada el 30 de agosto de 2023 como el tercer y último sencillo de su décimo álbum de estudio De todas las flores (2022).

## Video musical
El video musical oficial de fue lanzado el 31 de agosto de 2023 en la plataforma digital YouTube y se muestra durante todo el vídeo a la cantante sentada sosteniendo una máscara de porcelana y cantando la canción con un filtro blanco y negro. El videoclip ha recibido más de 140 mil reproducciones desde su publicación.

## Lista de canciones

### Descarga digital[5]
| Pasan los días — Album Single |                  |          |  |
| N.º                           | Título           | Duración |  |
| 1.                            | «Pasan los días» | 6:43     |  |

## Historial de lanzamiento
| Región | Fecha                | Formato                     | Discográfica             | Ref.  |
| ------ | -------------------- | --------------------------- | ------------------------ | ----- |
| México | 30 de agosto de 2023 | Descarga digital, Streaming | Sony Music Enterteinment | [ 6 ] |